# Дом Ф. А. Румянцевой
Дом Ф. А. Румянцевой — памятник архитектуры в историческом центре Нижнего Новгорода. Построен в 1825—1839 годах по проекту академика архитектуры И. Е. Ефимова в стиле русского классицизма.    
При скупости и строгости декоративно-художественного решения дом Румянцевой отличается удачным объёмно-пространственным решением и является важным памятникам архитектуры эпохи классицизма в Нижнем Новгороде.  

## История
Граф Николай Петрович Румянцев — видный политический деятель России, председатель Государственного Совета в 1810—1812 годах, собиратель редкой коллекции книг и рукописей, создатель Румянцевского музея — владел в Нижнем Новгороде родовым каменным домом и целым рядом торгово-складских строений на Рождественской улице у Троицкой церкви. 
После конфирмации генерального плана Нижнего Новгорода 1824 года закрепившего красные линии Грузинской улицы, граф решил выстроить на ней новый просторный каменный дом по проекту архитектор И. Е. Ефимова. Но смерть Румянцева приостановила начатое строительство и к 1830 году дом стоял возведённым, но не отделанным. 
В 1838 году в период бурных градостроительных преобразований Нижнего Новгорода отделку дома завершила жена графа Ф. А. Румянцева. Она же выстроила слева кирпичную двухэтажную пристройку входа. После этого в 1839 году дом оценивался уже в огромную для того времени сумму — 11 тыс. рублей. 
Двухэтажный на сводчатых подвалах дом в 11 окон по парадному фасаду получил горизонтальный руст первого этажа с выделением замковых камней над проёмами и хорошо прорисованные наличники второго этажа, в торцах и в двух треугольных фронтонах кровли со стороны двора — полуциркулярные окна.     